# Obermumpf
Obermumpf (toponimo tedesco) è un comune svizzero di 1 040 abitanti del Canton Argovia, nel distretto di Rheinfelden.

## Monumenti e luoghi d'interesse

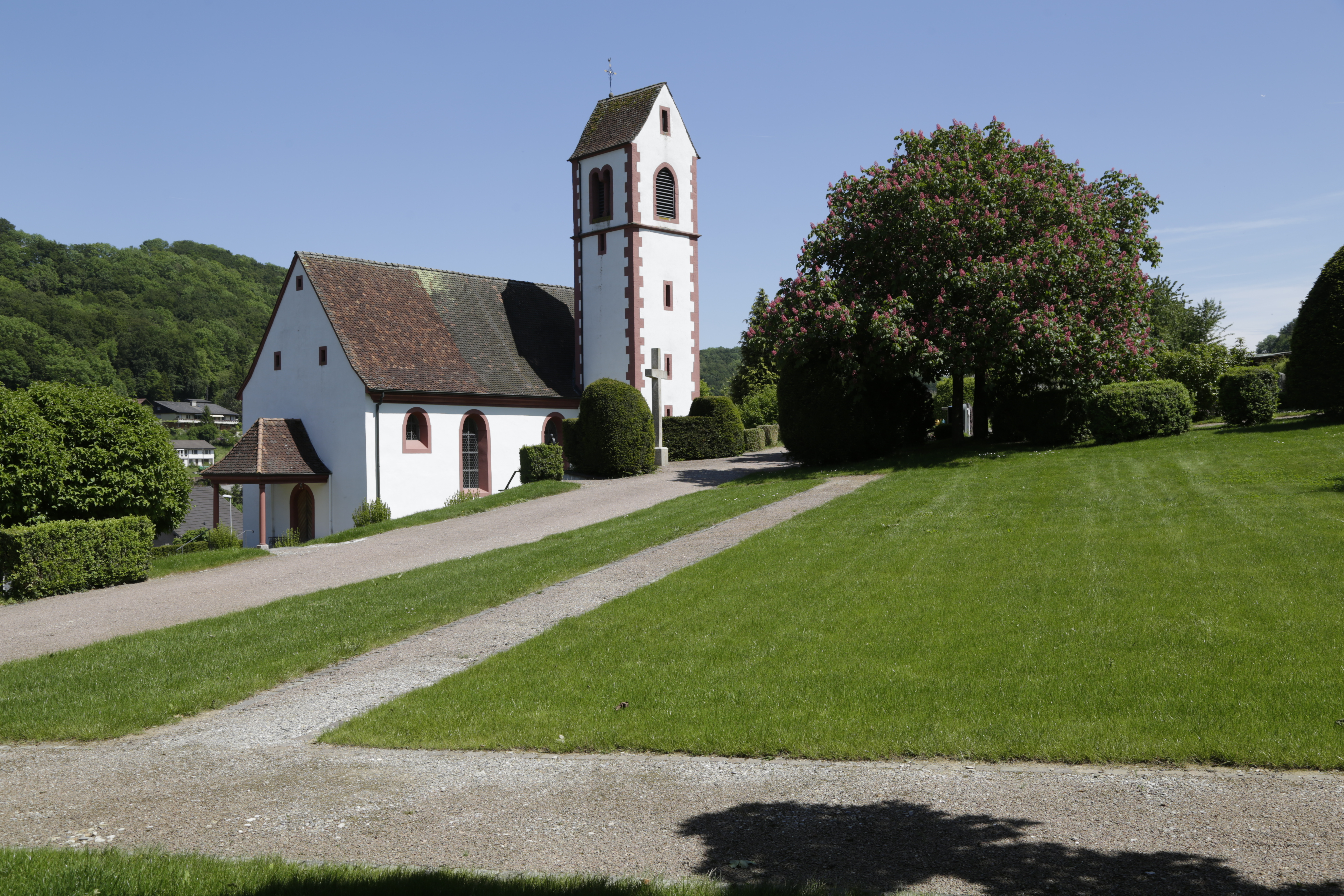
La chiesa cattolica cristiana dei Santi Pietro e Paolo

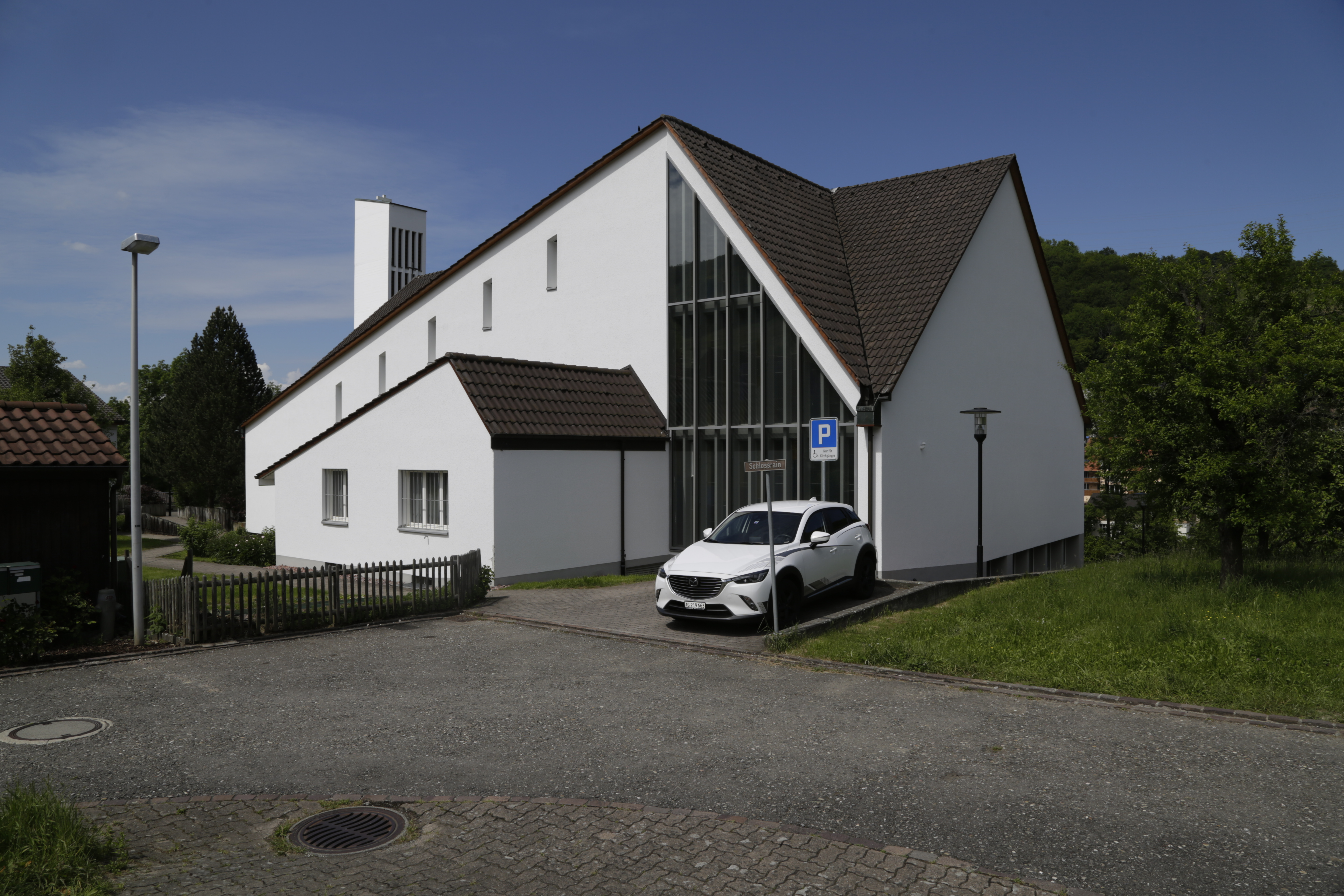
La chiesa cattolica dei Santi Pietro e Paolo

- Chiesa cattolica cristiana dei Santi Pietro e Paolo, eretta nell'VIII secolo e ricostruita nel 1494 e nel 1738[1];
- Chiesa cattolica dei Santi Pietro e Paolo, eretta nel 1893-1894 e ricostruita nel 1962[1].

## Società

### Evoluzione demografica
L'evoluzione demografica è riportata nella seguente tabella:
Abitanti censiti

## Amministrazione
Ogni famiglia originaria del luogo fa parte del cosiddetto comune patriziale e ha la responsabilità della manutenzione di ogni bene ricadente all'interno dei confini del comune.